# Phaeoblemma undina
Phaeoblemma undina är en fjärilsart som beskrevs av Felder 1874. Phaeoblemma undina ingår i släktet Phaeoblemma och familjen nattflyn. Inga underarter finns listade i Catalogue of Life.